# Trinidad och Tobago i olympiska sommarspelen 1964
Trinidad och Tobago deltog med 13 deltagare vid de olympiska sommarspelen 1964 i Tokyo. Totalt vann de en silvermedalj och två bronsmedaljer.

## Medaljer

### Silver
- Wendell Mottley - Friidrott, 400 meter.

### Brons
- Edwin Roberts - Friidrott, 200 meter.
- Edwin Skinner, Kent Bernard, Wendell Mottley och Edwin Roberts - Friidrott, 4 x 400 meter stafett.